# Elynor Bäckstedt
Elynor Bäckstedt (Grã-Bretanha, 6 de dezembro de 2001) é uma ciclista britânica.
Em 2019 obteve a medalha de bronze no campeonato do mundo na prova contrarrelógio júnior em Yorkshire. Também o tinha conseguido no ano anterior em Innsbruck.

## Palmarés
2018
- 3ª no Campeonato Mundial Contrarrelógio Júnior

2019
- 3ª no Campeonato Mundial Contrarrelógio Júnior

## Equipas
- Trek-Segafredo Women[2] (2020-)